# Вторая битва за Эз-Завию
Вторая битва за Эз-Завию — одно из сражений в ходе гражданской войны в Ливии.

## Хронология событий
13 августа повстанцы после ночного штурма овладели городом Гарьян — крупнейшим городом в горах Нафуса, находящемся на важнейшей дороге с Триполи на юг. Об этом сообщил представитель Зинтанского военного командования Фатхи-эль-Айиб. Силы повстанцев зашли в город с северной стороны, которая не была прикрыта правительственными войсками . По словам Фатхи-эль-Айиба, штурм города и столкновения «с остатками войск режима» продолжались 4 часа, затем правительственными войска отступили.
Одновременно повстанцы продолжили развивать наступление на Эз-Завию, до которой их, по словам Фатхи-эль-Айиба, 13 августа отделяло 15 километров. Вечером того же дня появились первые сообщения о том, что передовые части повстанцев вошли в Эз-Завию. Хотя представитель правительства Ливии в Триполи заявил, что «очень малая группа повстанцев вошла в
Эз-Завию, но была остановлена нашими вооруженными силами», ряд информагентств подтвердил развитие наступления повстанцев в самом городе. Корреспондент информационного агентства Associated Press, который вошел в город с отрядом повстанцев, сообщает, что «сотни жителей вышли на улицу, встречая повстанцев». Затем, по словам корреспондента, начался
бой с контратакующими частями правительственных войск.
14 августа Военный Совет Зинтана объявил о взятии города Сорман на побережье Средиземного моря, в 10 км западнее Эз-Завии. Одновременно в самой Эз-Завии шли ожесточенные бои между революционерами и получившими подкрепления с Триполи войсками Каддафи. Сообщается о большом количестве снайперов на крышах высотных домов и миномётном огне. Стратегическое значение Эз-Завии, в частности, продиктовано и тем, что взяв Эз-Завию, революционеры отбили бы стратегически важный город на Средиземном море, в котором находится единственный вблизи Триполи нефтеперерабатывающий завод. С другой стороны, перерезав прибрежное шоссе, они смогли бы блокировать поставки снабжения войск Каддафи с Туниса.
15 августа появились первые сообщения повстанцев о боях в Сабрате и Эль-Аджейлате, расположенных к западу от Сормана. Представитель Переходного Национального Совета заявил о взятии ими города Сорман, а также о переговорах с окруженной группой правительственных войск в соседней Сабрате, которым было предложено сдаться. В этот же день повстанцы заявили, что им удалось отбить у правительственных войск город Тиджи — последний оплот правительственных войск в районе гор Нафуса и начать бои за Бадр — город, открывающий путь повстанцам к прибрежному городу Зувара, населённому, как и горы Нафуса, преимущественно амазигами.
16 августа представитель повстанцев подтвердил информацию о взятии города Тиджи и заявил, что сейчас бои ведутся за соседний (17 км от Тиджи) город Бадр, с которого накануне вёлся обстрел позиций повстанцев. Он также подтвердил, что идут бои за нефтеперерабатывающие предприятия Завии, а правительственные войска контролируют приблизительно 30 % города, в основном — восточные и северо-восточные окраины.
18 августа повстанцы захватили нефтеперерабатывающий завод Эз-Завии, одновременно журналисты подтвердили, что Гарьян также находится под контролем их сил.
19 августа продолжились бои в центре Эз-Завии. Позиции повстанцев, а также больницы и другие здания в Эз-Завии обстреливались минометами, артиллерией и тяжелыми пулемётами, однако с наступлением темноты повстанцам удалось вытеснить правительственные войска с многоэтажной гостиницы и центральной площади города. Авиация НАТО продолжила наносить удары по колоннам правительственных сил, двигающимся к Эз-Завии со стороны Триполи (по некоторым данным, авиация НАТО уничтожила две колонны подкреплений).
20 августа повстанцы полностью овладели Эз-Завией, начав наступление на Триполи, находящийся в 50 км от Эз-Завии.

## Значение
Битва позволила повстанцам начать битву за Триполи.